# NGC 3118
NGC 3118 (другие обозначения — UGC 5452, IRAS10042+3316, MCG 6-22-74, FGC 118A, ZWG 182.75, KUG 1004+332, PGC 29415) — спиральная галактика (Sbc) в созвездии Малого Льва. Открыта Эдуардом Стефаном в 1884 году.
Галактика видна с ребра, отчётливо видно, что её диск искривлён. Диск имеет голубой показатель цвета, балдж — красный.
Этот объект входит в число перечисленных в оригинальной редакции «Нового общего каталога».